# Carlos Pérez de Rozas Masdeu
Carlos Pérez de Rozas Masdeu (Madrid, 1893 - Barcelona, 1954) fou un fotògraf madrileny establert a Barcelona. És conegut per ser el fundador d'una de les nissagues de reporters gràfics que ha marcat la història del fotoperiodisme barceloní durant la major part del segle xx. Després de més de quaranta anys de fotoperiodisme, va morir mentre cobria l'arribada del vaixell Semíramis el 2 d'abril de 1954. Va començar a treballar a la premsa diària l'any 1912 i es va consolidar com a professional una dècada més tard, quan va rebre l'encàrrec de l'Ajuntament de Barcelona de documentar gràficament la remodelació de la muntanya de Montjuïc durant les obres que havien de culminar amb l'Exposició Internacional de 1929.
Durant la Segona República, amb la incorporació de Pepe Luis i Carlos —els dos fills grans—, l'activitat professional del patriarca es va convertir en el negoci familiar. Per sobre de la singularitat de l'autoria i de la genialitat individual, van continuar firmant les fotografies amb el segell «Pérez de Rozas». A partir de 1932, aquesta firma va quedar vinculada a la Crònica Gràfica, la iniciativa institucional de crear un arxiu fotogràfic sistemàtic i continu de la vida pública de la ciutat. Aquesta iniciativa va constituir l'embrió del que anys més tard havia de ser l'Arxiu Fotogràfic de Barcelona.